# Cattleya sincorana
Cattleya sincorana är en orkidéart som först beskrevs av Rudolf Schlechter, och fick sitt nu gällande namn av Van den Berg. Cattleya sincorana ingår i släktet Cattleya och familjen orkidéer. Inga underarter finns listade i Catalogue of Life.

## Bildgalleri

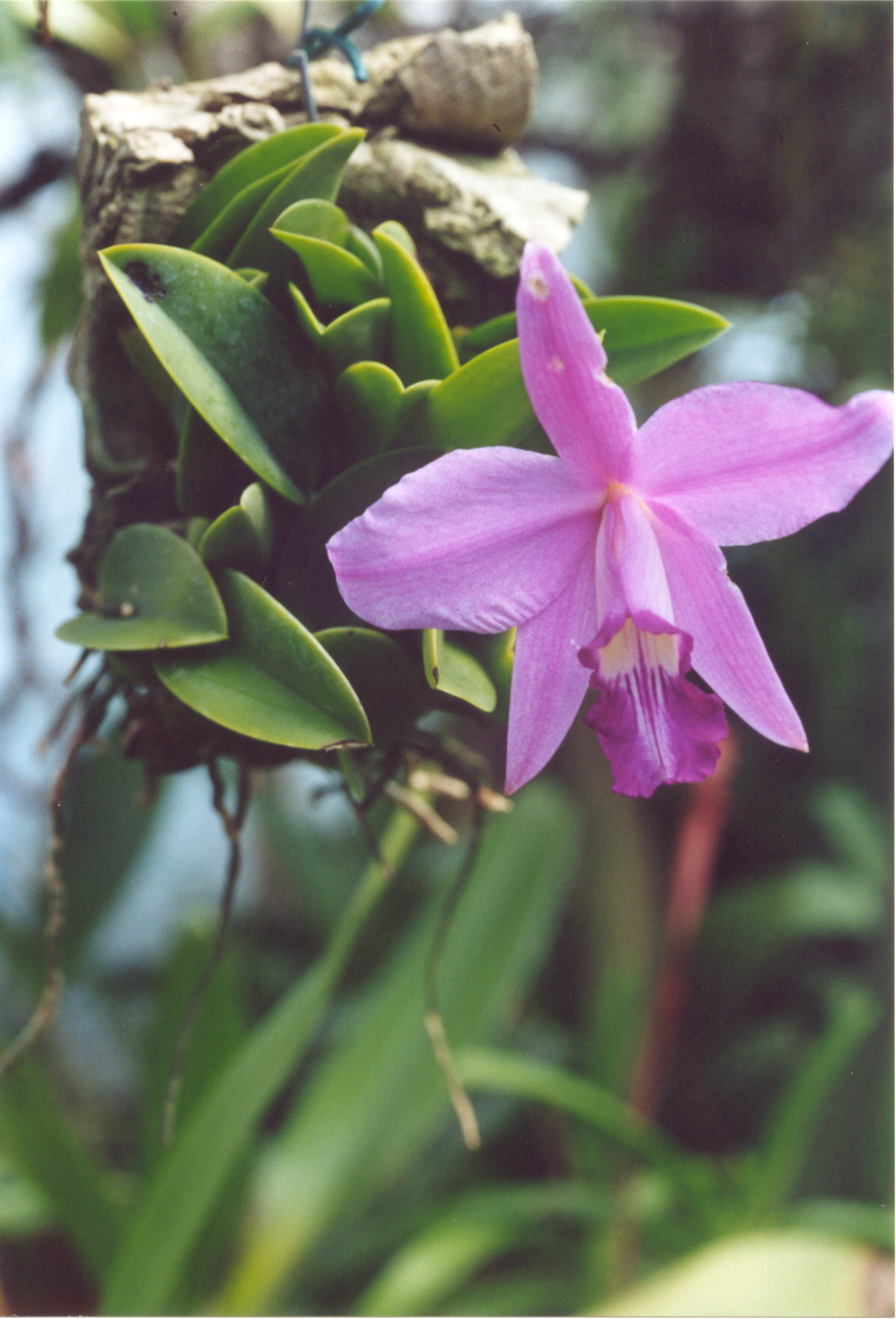
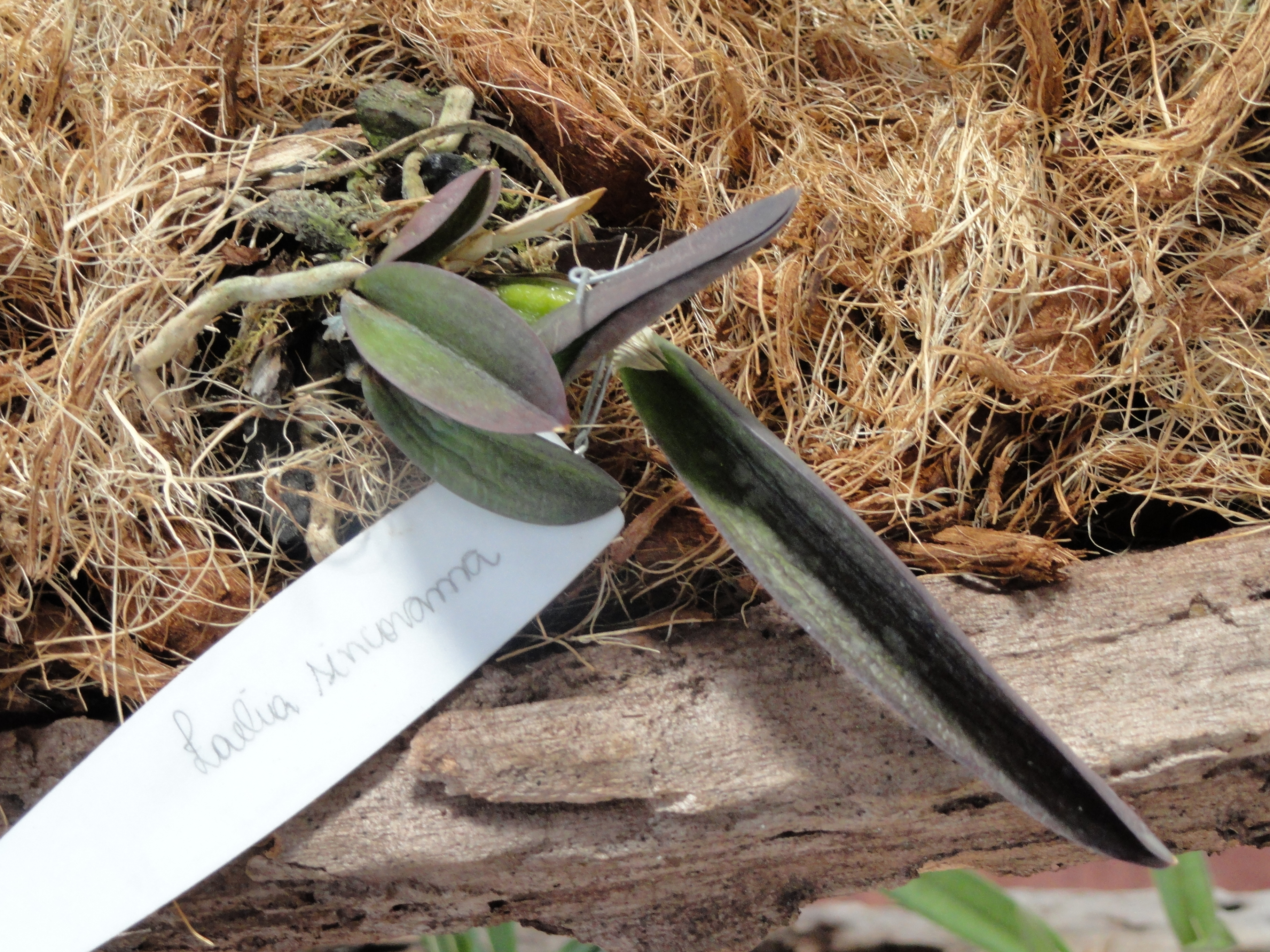
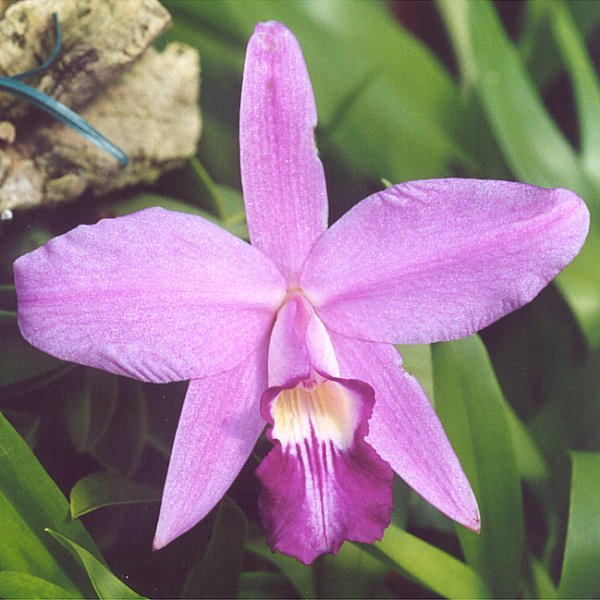
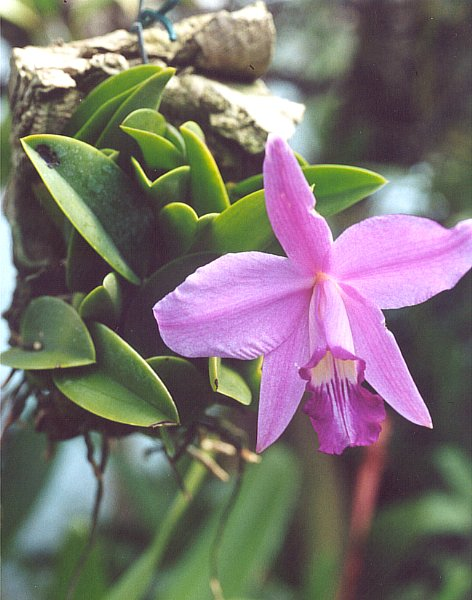